# اصطدام قطار أوديشا 2023
في 2 يونيو 2023 ، اصطدمت ثلاثة قطارات وقطار شحن وقطاري ركاب في ولاية أوديشا الهندية. قُتل ما لا يقل عن 294 شخصًا وأصيب حوالي 900 بجروح.  